# Mathieu Schneider
Mathieu David Schneider (* 12. Juni 1969 in New York City, New York) ist ein ehemaliger US-amerikanischer Eishockeyspieler jüdischer Abstammung, der im Verlauf seiner aktiven Karriere zwischen 1986 und 2010 unter anderem 1403 Spiele für die Canadiens de Montréal, New York Islanders, Toronto Maple Leafs, New York Rangers, Los Angeles Kings, Detroit Red Wings, Anaheim Ducks, Atlanta Thrashers, Vancouver Canucks und Phoenix Coyotes in der National Hockey League auf der Position des Verteidigers bestritten hat. Seine größten Karriereerfolge feierte Schneider in Diensten der Canadiens de Montréal mit dem Gewinn des Stanley Cups im Jahr 1993 sowie im Trikot der Nationalmannschaft der Vereinigten Staaten mit dem Sieg beim World Cup of Hockey 1996. Im Jahr 2015 wurde er in die United States Hockey Hall of Fame aufgenommen.

## Karriere
Mathieu Schneider spielte bis 1986 für die Mount Saint Charles Academy, eine Highschool in Woonsocket (Rhode Island), wo er drei regionale Meisterschaften gewann. Danach wechselte er in die kanadische Juniorenliga Ontario Hockey League und spielte dort drei Jahre für die Cornwall Royals. Nach seinem ersten Jahr in der OHL wurde er im NHL Entry Draft 1987 von den Canadiens de Montréal in der dritten Runde an Position 44 ausgewählt. In der Saison 1987/88 durfte er parallel zu seinen Einsätzen in der OHL vier Spiele für Montréal in der National Hockey League absolvieren. Die Spielzeit 1988/89 war sein letztes Jahr in der Juniorenliga und wie schon 1988 wurde er in das First All-Star Team der OHL gewählt. Obwohl er auf der Position des Verteidigers spielte, konnte er in seinem letzten Jahr 73 Punkte in 59 Spielen sammeln.
In der Saison 1989/90 absolvierte Schneider 44 Spiele in der NHL und erzielte 21 Punkte. Zum Teil verbrachte er die Saison beim Farmteam in der American Hockey League bei den Canadiens de Sherbrooke. Zur Spielzeit 1990/91 schaffte er den endgültigen Sprung in die NHL und gehörte zum festen Kader von Montréal. In der Saison 1992/93 konnte er mit den Canadiens den Stanley Cup gewinnen. Zwei Jahre später im April 1995 wurde Schneider zu den New York Islanders transferiert. Im Frühjahr 1996 nahm Mathieu Schneider zum ersten Mal am NHL All-Star Game teil und nur wenig später wechselte er in einem Transfergeschäft zu den Toronto Maple Leafs. Dort blieb er zweieinhalb Jahre, ehe er erneut transferiert wurde, diesmal im Herbst 1998 zu den New York Rangers. 
Im NHL Expansion Draft 2000 wurde er von den Columbus Blue Jackets ausgewählt, doch er spielte nie für das Team und unterschrieb wenige Monate später bei den Los Angeles Kings einen Vertrag, bei denen er bis 2003 spielte und fast zwei Jahre Assistenzkapitän war. Nach seiner zweiten Teilnahme am NHL All-Star Game 2003 wurde er zu den Detroit Red Wings transferiert. Bei den Red Wings erzielte er in der Saison 2005/06 mit 59 Punkten das beste Ergebnis seiner Karriere. In der Saison 2006/07 war Schneider wieder eine wichtige Stütze in der Verteidigung der Red Wings. Jedoch verletzte er sich in der zweiten Runde der Playoffs und konnte nicht mehr eingreifen, als die Red Wings im Finale der Western Conference den Anaheim Ducks unterlagen.
Im Sommer lief sein Vertrag in Detroit aus und er wechselte zu den Anaheim Ducks, die ihm einen Zweijahresvertrag mit einem Gesamtgehalt von 11,25 Millionen Dollar boten. In Anaheim konnte er zwar nicht ganz an die Leistungen der beiden Vorjahre anknüpfen, konnte aber mit zwölf Toren und 27 Assists trotzdem eine gute Saison spielen. Im Herbst 2008 musste er aber bereits die Ducks nach nur einem Jahr verlassen, als er zu den Atlanta Thrashers transferiert wurde. Im März 2010 wurde er von den Vancouver Canucks im Tausch gegen Sean Zimmerman zu den Phoenix Coyotes transferiert. Zum Saisonende beendete er seine Spielerkarriere kurz vor seinem 41. Geburtstag.
Mathieu Schneider ist unter allen jüdischstämmigen Eishockeyspielern der NHL-Geschichte der beste Scorer mit 743 Punkten.

### International
Mathieu Schneider gewann 1996 mit dem US-Eishockeyteam den World Cup of Hockey. 1998 nahm er an den Olympischen Winterspielen in Nagano teil. 2002 musste er allerdings seine Teilnahme wegen einer Verletzung absagen. Bei den Winterspielen 2006 in Turin spielte er wieder für die USA, konnte aber wieder keine Medaille gewinnen.

## Erfolge und Auszeichnungen
| - 1988 OHL First All-Star Team - 1989 OHL First All-Star Team - 1993 Stanley-Cup-Gewinn mit den Canadiens de Montréal | - 1996 Teilnahme am NHL All-Star Game - 2003 Teilnahme am NHL All-Star Game - 2015 Aufnahme in die United States Hockey Hall of Fame |

### International
- 1996 Goldmedaille beim World Cup of Hockey

## Karrierestatistik

### International
Vertrat die USA bei:
| - Junioren-Weltmeisterschaft 1988 - World Cup of Hockey 1996 - Olympischen Winterspielen 1998 | - World Cup of Hockey 2004 - Olympischen Winterspielen 2006 |

(Legende zur Spielerstatistik: Sp oder GP = absolvierte Spiele; T oder G = erzielte Tore; V oder A = erzielte Assists; Pkt oder Pts = erzielte Scorerpunkte; SM oder PIM = erhaltene Strafminuten; +/− = Plus/Minus-Bilanz; PP = erzielte Überzahltore; SH = erzielte Unterzahltore; GW = erzielte Siegtore; 1 Play-downs/Relegation; Kursiv: Statistik nicht vollständig)